# Helius auranticolor
Helius auranticolor är en tvåvingeart som beskrevs av Alexander 1936. Helius auranticolor ingår i släktet Helius och familjen småharkrankar. Inga underarter finns listade i Catalogue of Life.